# CD (Körperpflegemittel)

Aktuelles Markenlogo

CD ist eine Marke für Körperpflegeprodukte, die 1961 von der Elida GmbH in Mannheim auf den Markt gebracht wurde und sich seit 2004 im Besitz der Lornamead GmbH in Hamburg befindet, die ihrerseits seit 2021 zur italienischen Sodalis Group gehört.

## Unternehmensgeschichte
Der Kosmetikhersteller Elida (Anagramm aus 'ideal') wurde 1916 in Wien als Wiener Parfümerie-Gesellschaft Elida mbH von der Georg Schicht AG gegründet. Bis 1928 schloss sich die Schicht AG mit mehreren Unternehmen zusammen, unter anderem mit der niederländischen Margarine Unie, zu welcher wiederum die Mitteldeutschen Seifenfabriken AG in Leipzig-Wahren gehörte. Daraus wurde 1925 die Elida Parfümerie AG, welche unter anderem mit der Seifen-Marke Elida im Markt vertreten war. Die niederländische Margarine Unie fusionierte 1929 mit der britischen Margarine Union und der britischen Lever Brothers zu Unilever. Seit 1899 war in Mannheim in einer Zweigniederlassung von Lever Brothers, der Sunlicht-Seifenfabrik AG, Seife produziert worden. Nach der Gründung von Unilever wurde 1936 im neuen Konzern die Seifenproduktion von Wahren nach Mannheim verlegt.
1961 lancierten Sunlicht (als Tochtergesellschaft von Unilever) und die Parfümerie Elida GmbH (bis 1953 Tochtergesellschaft von Sunlicht, danach eigenständig im Unilever-Konzern) die Seifenmarke CD, nachdem bereits 1951 die Seifenmarke Luxor (1957 in Lux umbenannt) und 1952 die desodorierende Seife Rexona erschienen waren. Elida wurde 1969 mit Bezug auf das seit 1919 zu Lever Brothers gehörende Unternehmen D. & W. Gibbs in Elida-Gibbs umbenannt. 1997 erfolgte eine Verschmelzung zu Elida Fabergé, nachdem Unilever den amerikanischen Kosmetik-Hersteller Fabergé Inc. 1989 gekauft hatte. Aus Elida Fabergé wurde schließlich 1999 Lever Fabergé, bis Unilever 2007 die Marke Fabergé veräußerte.
Das CD-Seifenstück war von Anfang an bernsteinfarben und transparent, der Markenname ein Akronym aus „clear and distinct“ (engl. ‚klar und unverwechselbar‘). Der bis heute gültige Werbeslogan „An meine Haut lasse ich nur Wasser und CD“ wurde 1971 erstmals verwendet. 1976 trat die deutsche Modeschöpferin Jil Sander in Werbeanzeigen und Werbespots für CD als Testimonial auf. 1977 brachte CD das erste Deodorant im Pump-Zerstäuber-Format auf dem deutschen Markt heraus. Bis 1985 wurde das CD-Sortiment um Körpermilch, Badeöl, Duschbad und Cremes auf sieben Produkte erweitert. 1997 wurde der Markenauftritt von CD erneuert.

## Verkauf und Neubeginn
Im Jahr 2002 generierte Lever Fabergé mit CD einen Jahresumsatz von 20,2 Millionen Euro. Ende 2003 verkaufte Unilever im Rahmen seiner später eingestellten Path-to-Growth-Strategie (Markenportfolio auf wenige und dafür starke Marken konzentrieren) die Marke CD für eine nicht genannte Summe an die britische Lornamead Gruppe mit Hauptsitz in Camberley. Lornamead war 1978 von der indischstämmigen Unternehmerfamilie Jatania gegründet worden. Im Zuge des mit einer Investition von 8,5 Millionen Euro der Beteiligungsgesellschaft EPIC Brand Investments zustande gekommenen Erwerbs von CD wurde die deutsche Niederlassung Lornamead GmbH in Hamburg gegründet. Lornamead selbst wurde im Dezember 2012 zunächst vom chinesischen Konzern Li & Fung übernommen und von diesem im Dezember 2021 an die italienische Sodalis Group verkauft. Zum Stand 2012 umfasst das CD-Sortiment 26 Produkte. All diese Produkte – mit Ausnahme der festen Seifen – entsprechen laut Hersteller seit Anfang 2012 dem sogenannten „CD-Reinheitsgebot“, wonach die Produkte keine Mineralöle, Silikone, künstliche Farbstoffe oder tierische Inhaltsstoffe enthalten.
Lornamead gehören überdies die Marken Handsan (Handpflege), Crisan (Shampoo), Lanosan (Hautpflege), Triple Dry (Hochleistungs-Antitranspirant) und Brisk (Frisiercreme). Mit der Marke CD ist Lornamead neben Deutschland auch in Österreich, Belgien, Bulgarien, Tschechien, Ungarn und Polen aktiv.

## Trivia
Im 2013 erschienenen Film Liebe und andere Turbulenzen spielt Louise Monot ein Model, das lange Zeit erfolglos versucht, nackt in einer Badewanne Werbung für CD zu machen. Das Ergebnis sieht man dann zum Filmende auf der Rückseite eines Pariser Doppeldeckerbusses: Die letztlich doch fertiggestellte Werbung für CD ist ein Teil des Happy End.